# Menghino
Menghino, pseudonimo di Giovanni Lazzarini (Viareggio, 25 maggio 1923 – Torre del Lago Puccini, 17 marzo 2003), è stato un pittore e scultore italiano.
Considerato uno dei costruttori dei carri allegorici del Carnevale di Viareggio più importanti ed influenti dell’intera storia della manifestazione, si distinse tra gli altri carristi per la pungente satira politica e le pesanti allegorie nelle sue opere. Oltre alla sua carriera artistica nel mondo del Carnevale, è conosciuto a livello nazionale per il suo impegno nel mondo dell’arte. Lazzarini, infatti, è stato uno stimato pittore, scultore e si cimentò anche nelle arti grafiche.

## Biografia
(Giovanni Lazzarini)

### Infanzia e gioventù
Giovanni Lazzarini detto Menghino nacque a Viareggio il 25 maggio 1923 da una famiglia viareggina. Il suo stesso soprannome è strettamente legato all’usanza della sua città che vedeva i membri della famiglia Lazzarini denominati proprio “Menghini”. Dopo essersi imbarcato con il padre in giovane età, tornò a Viareggio dove lavorò per due anni nell’osteria del nonno (l’insegna del ristorante è ancora visibile oggi in via Pucci a Viareggio), ma poi si dedicò alla pittura ed al mondo del Carnevale incoraggiato soprattutto da Uberto Bonetti, esponente del Futurismo e fratello della moglie di Lazzarini, Bianca. Non fece studi regolari, ma fu sempre autodidatta leggendo e studiando continuamente. Si potrebbe definire un artista-intellettuale.

### La carriera nel mondo del Carnevale di Viareggio

#### Prime costruzioni
Incoraggiato ad entrare nel mondo del Carnevale di Viareggio da Uberto Bonetti, il ventisettenne Giovanni Lazzarini nel 1950 firmò la sua prima mascherata singola dal titolo Fachiri con..turbanti che ottenne il secondo premio. Nel 1955 entrò a far parte della categoria complessi mascherati, nella quale militò per dodici anni conquistando discreti piazzamenti, tra i quali ben quattro primi premi nel 1958, nel 1959, nel 1965 e nel 1967. Quest’ultima vittoria, arrivata col complesso mascherato Fumo di Londra (che ironizzava sulla disfatta della Nazionale di Calcio Italiana ai Mondiali dell’anno prima) gli spalancò le porte verso la prima categoria, quella più importante. Già in questi primi anni nel mondo del Carnevale Lazzarini dimostrò un carattere decisamente forte e difficile da fermare: nel 1963 il suo complesso Porcherie d’oggi (che ritraeva alcuni maialini vestiti da preti) venne sequestrato dalla polizia ed il costruttore fu denunciato, insieme al Presidente del Comitato Carnevale, per vilipendio alla Religione Cattolica.

#### Un decennio di piombo

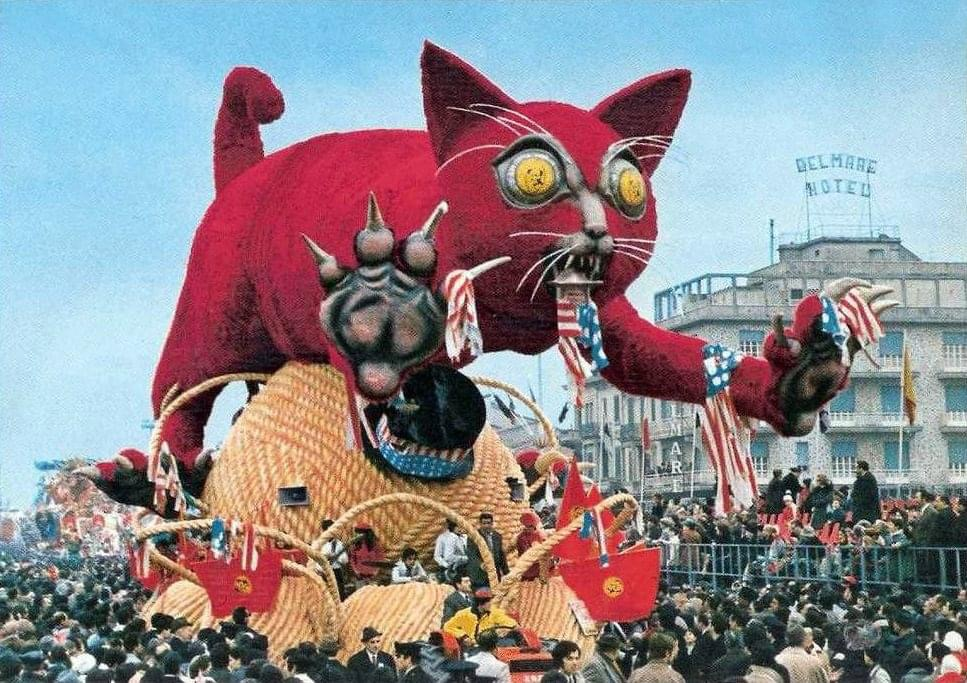
"Arriva Mao"

Nel 1967, Giovanni Lazzarini ottenne la promozione in prima categoria e, entrato in società con Oreste Lazzari, l’anno seguente presentò subito una costruzione dalla tematica pesante e dalla realizzazione innovativa che si chiamava Il padrone: un mostro meccanico e terribile raffigurante l’industria consumistica e sfruttatrice con l’allora segretario della Democrazia Cristiana Aldo Moro negli occhi. Il carro convinse e prese il secondo premio. Ma Lazzarini e Lazzari entrarono di diritto nella storia del Carnevale di Viareggio nel 1970, quando presentarono, vincendo il primo premio, Arriva Mao: un gigantesco gatto rosso di peluches rappresentante la Cina che faceva a brandelli la bandiera americana: il carro fu oggetto di censura e clamore pubblico ma questo non gli vietò di salire comunque sul gradino più alto del podio. Lazzarini, dopo l’improvvisa morte del socio proprio durante il Carnevale 1970, si ritrovò da solo e dal 1971 al 1976 (anno del suo ritiro come carrista) restò sempre fedele al suo ideale rivoluzionario puramente di sinistra presentando costruzioni dalla tematica politica sempre piuttosto pesante. Nell’ordine:
- 1971 – Per un mondo nuovo, terzo premio
- 1972 – Avanti Popolo, sesto premio
- 1973 – La grande corrida, secondo premio
- 1974 – La piovra, quarto premio
- 1975 – La grande fregata, secondo premio
- 1976 – Carnevale al DDT, quinto premio

### I successi come pittore, progettista ed ideatore
Giovanni Lazzarini ebbe da sempre la grande passione per l’arte, tanto da dedicarcisi totalmente dal 1976, abbandonando la carriera di carrista nel Carnevale. Si cimentò oltre che con la pittura, anche con la scultura e con le arti grafiche. 
I temi da lui dipinti furono principalmente legati alla sua città Viareggio, e si creò uno stile personale e riconoscibile: grandi figure di marinai, dalle mani e dai piedi rappresentanti la fatica del lavoro ma anche potenza e fortezza d’animo. Grandi marinai attesi da donne altrettanto forti. La vita di mare fu il filo conduttore di tutta la sua arte quasi come dedica ai lavori dei padri di una Viareggio ormai scomparsa. 
Vinse molti premi in ogni campo artistico, partecipando ad importanti esposizioni di pittura e allestendo svariate mostre personali.
Nel 1984 Lazzarini tornò nel mondo del Carnevale al fianco di Carlo Vannucci e Vasco Bazzichi progettando Maghi, Diavoli e Scaramanzie (terzo premio), ma è l’alleanza con Renato Luigi Verlanti che gli regalò altissimi successi. Dal 1991 al 2003 presentarono dodici costruzioni; dal 1994 al 1997 vinsero per quattro anni consecutivi il primo premio, record nel mondo del Carnevale di Viareggio condiviso con Arnaldo Galli. Nell’ordine:
- 1991 – Viareggio in maschera, secondo premio (costruito insieme a Rossella Disposito)
- 1992 – Un sogno di libertà, quinto premio (costruito insieme a Rossella Disposito)
- 1994 – Moby Dick, primo premio
- 1995 – Vecchi fantasmi vagano sull’Europa, primo premio
- 1996 – Il telemostro, primo premio
- 1997 – Fate il vostro gioco, signori, primo premio
- 1998 – Rottami, terzo premio
- 1999 – American Sexgate show, primo premio
- 2000 – Giubileo 2000: Anche D’Alema in compagnia sfila a Viareggio e così sia, secondo premio
- 2001 – Attenzione ragazzi, il diavolo c’è, sesto premio (costruito insieme a Luigi Bonetti)
- 2002 – L'altra metà del mondo, quinto premio (costruito insieme a Luigi Bonetti)
- 2003 – Le sinistre ossessioni del cavaliere, secondo premio (costruito insieme a Luigi Bonetti)

### Gli ultimi anni
L’ultimo carro ideato e progettato da Lazzarini risale al 2003, “Le sinistre ossessioni del Cavaliere”, satira politica sull’ossessione comunista di Silvio Berlusconi. Pochi giorni dopo il verdetto, Giovanni “Menghino” Lazzarini si spegne nella sua camera da letto il 17 marzo 2003, alla soglia degli 80 anni. 
Dal 2006, il Carnevale di Viareggio assegna ogni anno il premio speciale alla critica (assegnato all’opera con la tematica con più mordente e carattere) proprio alla memoria di Lazzarini.